# 王弼 (定远侯)
王弼（？—1393年），号雙刀王，祖籍定远，出生于臨淮（今江蘇省盱眙縣），明朝军事将领，定遠侯。
王弼擅长用双刀，人称“双刀王”。初與乡里入三台山自保，后追随朱元璋。当时朱元璋知道其才能，命其为備宿衛。后在湖州攻破张士诚，攻下池州、婺源州（今江西婺源），斩杀守将鐵木兒不花，招降三千人。至正二十年（1360年）提升为元帅，并接连攻下蘭溪、金華、諸暨、龍興、吉安。以后大战鄱阳湖，并在涇江口击败陳友諒。此后跟随大军平定武昌、庐州、安豐、襄陽、安陸、舊館等地。降张士诚将朱暹，取湖州，夺取淮东的战斗中有功，至正二十六年（1366年）升任驍騎右衛親軍指揮使。至正二十七年（1367年）与常遇春一同大破张士诚，克平江府。
后跟随大军征战中原、攻下山东、河北、河南、元大都、山西等地，赶走擴廓。后渡过黄河，攻破陕西，进攻察罕腦兒。洪武三年（1370年），授大都督府僉事。洪武十一年跟随沐英征战西部，招降朵甘等部落。后封定遠侯。洪武十四年跟随傅友德征战云南，擒大理土酋段世，破石门关，下金齿。洪武二十年（1387年），以副将军身份跟从冯胜北伐，招降納哈出。次年跟随藍玉出征，为前锋，并攻至捕魚兒海，赶走脫古思帖木兒。洪武二十三年（1390年），奉旨回乡。洪武二十五年（1392年）跟随馮勝、傅友德練軍山西、河南，次年（1393年）三人被一起召还南京，坐“蓝党”并被赐死。诸子皆不得嗣爵，家属被迁徙至四川盐亭县。

## 子女
王弼有子六人，女為楚王朱桢妃。